# Frew McMillan
Frew Donald McMillan (Springs, 20 de Maio de 1942) é um ex-tenista profissional sul-africano.

## Grand Prix Championship Series simples finais

### Vice-Campeão (1)
| Ano  | Campeonato  | Oponente  | Placar             |
| 1970 | Joanesburgo | Rod Laver | 6–4, 2–6, 1–6, 2–6 |

## Simples títulos (2)
| N. | Data | Torneio    | Piso    | Oponente     | Placar                  |
| 1  | 1974 | Munich WCT | Carpete | Nikola Pilić | 5–7, 7–6(7–4), 7–6(7–4) |
| 2  | 1976 | Nuremberg  | Carpete | Thomaz Koch  | 2–6, 6–3, 6–4           |

## Grand Slam Finais (10 títulos, 6 vices)

### Duplas (5 títulos)
| Posição | Ano  | Campeonato    | Parceiro   | Oponentes                     | Placar             |
| Campeão | 1967 | Wimbledon     | Bob Hewitt | Roy Emerson Ken Fletcher      | 6–2, 6–3, 6–4      |
| Campeão | 1972 | Roland Garros | Bob Hewitt | Patricio Cornejo Jaime Fillol | 6–3, 8–6, 3–6, 6–1 |
| Campeão | 1972 | Wimbledon (2) | Bob Hewitt | Stan Smith Erik Van Dillen    | 6–2, 6–2, 9–7      |
| Campeão | 1977 | US Open       | Bob Hewitt | Brian Gottfried Raúl Ramírez  | 6–4, 6–0           |
| Campeão | 1978 | Wimbledon (3) | Bob Hewitt | Peter Fleming John McEnroe    | 6–1, 6–4, 6–2      |

### Duplas Mistas (5 títulos, 6 vices)
| Posição | Ano  | Campeonato    | Parceira           | Oponentes                         | Placar             |
| Campeão | 1966 | Roland Garros | Annette Van Zyl    | Ann Haydon Jones Clark Graebner   | 1–6, 6–3, 6–2      |
| Vice    | 1970 | US Open       | Judy Tegart Dalton | Margaret Court Marty Riessen      | 4–6, 4–6           |
| Vice    | 1976 | US Open (2)   | Betty Stöve        | Billie Jean King Phil Dent        | 6–3, 2–6, 5–7      |
| Vice    | 1977 | Wimbledon     | Betty Stöve        | Greer Stevens Bob Hewitt          | 6–3, 5–7, 4–6      |
| Campeão | 1977 | US Open       | Betty Stöve        | Billie Jean King Vitas Gerulaitis | 6–2, 3–6, 6–3      |
| Campeão | 1978 | Wimbledon     | Betty Stöve        | Billie Jean King Ray Ruffels      | 6–2, 6–2           |
| Campeão | 1978 | US Open (2)   | Betty Stöve        | Billie Jean King Ray Ruffels      | 6–3, 7–6           |
| Vice    | 1979 | Wimbledon (2) | Betty Stöve        | Greer Stevens Bob Hewitt          | 5–7, 6–7(7–9)      |
| Vice    | 1979 | US Open (3)   | Betty Stöve        | Greer Stevens Bob Hewitt          | 3–6, 5–7           |
| Vice    | 1980 | US Open (4)   | Betty Stöve        | Wendy Turnbull Marty Riessen      | 5–7, 2–6           |
| Campeão | 1981 | Wimbledon (2) | Betty Stöve        | Tracy Austin John Austin          | 4–6, 7–6(7–2), 6–3 |